# Гобелен з Поліфемом

«Циклоп Поліфем кидає скелю в аргонавтів»(за твором Гомера «Одісея») - гобеле́н з Поліф́емом; експонат замку музею Олесько, Україна.
Серед експонатів замку-музею Олесько є досить таємничий твір. Велетень відірвав шмат скелі і з люттю кидає його в корабель з моряками, що намагаються відплисти якомога далі від небезпечного берега. Розбурхане море, наче жива істота, відгукується хвилюванням на страшну подію. На гілку дерева поряд з велетнем повішена свірель. За цим атрибутом дослідники і розпізнали в велетні - циклопа Поліфема. Свірель він отримав від самого бога природи - Пана.
Це до Поліфема прибули Одісей з аргонавтами і провели одну страшну ніч в його печері. 
За епосом, Поліфем був вівчарем. Мав люту вдачу і пожирав людей. Коли Одіссей із своїми товаришами потрапив до печери Поліфема, той, заваливши вхід скелею, відразу ж з'їв декількох із них. Момент втечі аргонавтів від розлюченого Поліфема і зображено на гобелені в експозиції.
Створенню тканого гобелену передує створення ескізу в розмір майбутнього килиму - картон. За характером малюнку - його створив представник доби маньєризму. Саме так, з подробицями і пишними візерунками, митці-маньєристи зображували човни, колісниці, щити античних вояків, парадні обладунки. З рідкісною майстерністю в килимі відтворені хвилі розбурханого моря, що не кожному вдаються і в картині. 
Гобелен потрапив у Львівську національну галерею мистецтв пошкодженим. Відсутні стрічка простого бордюру ліворуч та низ килима. Не знайдено на килимі й написів, які б допомогли в дослідженні твору, в розпізнанні майстірні, що виткала килим - аррас. За попередніми висновками гобелен створено в Брюсселі наприкінці 16 століття чи на початку 17-го. Отже, гобелену - 400 років. Але ім'я художника-картоньєра поки що залишається невідомим.
На новому етапі( в 19 столітті ) до подібного ж сюжету звертався художник Арнольд Беклін (1827—1901).